# Delosperma invalidum
Delosperma invalidum är en isörtsväxtart som först beskrevs av Nicholas Edward Brown, och fick sitt nu gällande namn av N. E. K. Hartmann. Delosperma invalidum ingår i släktet Delosperma, och familjen isörtsväxter. Inga underarter finns listade i Catalogue of Life.